# Croton lissophyllus
Croton lissophyllus là một loài thực vật có hoa trong họ Đại kích. Loài này được Radcl.-Sm. & Govaerts ex Esser mô tả khoa học đầu tiên năm 2002.